# Kumppoosit
Kumppoosit (på svenska: Stenkompassen) med Kumppoosi är en ö i Finland. Den ligger i Bottenhavet och i kommunen Björneborg i den ekonomiska regionen  Björneborgs ekonomiska region i landskapet Satakunta, i den sydvästra delen av landet. Ön ligger omkring 33 kilometer nordväst om Björneborg och omkring 260 kilometer nordväst om Helsingfors.
Öns area är 4,9 hektar och dess största längd är 450 meter i nord-sydlig riktning.

## Delöar och uddar
- Kumppoosit 61°42′32″N 21°22′57″Ö / 61.70899°N 21.38246°Ö
- Kumppoosi 61°42′39″N 21°22′49″Ö / 61.71075°N 21.38023°Ö